# ドウェインズ・フォト
ドウェインズ・フォト（英語: Dwayne's Photo ）は、アメリカ合衆国の映画用フィルムの現像場であり、写真用フィルムの現像所である。1956年（昭和31年）、カンザス州パーソンズ (カンザス州)に設立された。コダックが生産終了した映画用・写真用カラーリバーサルフィルムであるコダクロームの現像業務を行なった、最後の現像所として知られる。現像液等の薬剤在庫の枯渇を理由に、2010年（平成22年）12月30日に行った現像が、世界最後の業務的コダクローム現像となった。

## 略歴・概要
1956年、ドウェイン・ステインリが同社を創立したときには小さなフィルム現像所であったが、急速に成長し、合衆国における有数の写真現像所のひとつに数えられるようになった。8mmフィルムおよびその後継フォーマットであるスーパー8が1980年代になって急激に衰退し、ほとんどの現像所が閉鎖されていったが、同社は業務を続けた。126フィルムといったようなすでに製造販売を終了したフィルム製品を含めた、あらゆるタイプの映画用・写真用フィルムの現像に対応する数少ない現像所のひとつである。
同社は、2010年12月の最後まで、コダクロームの現像を続行すること、同時点ですでにコダクロームの供給は不足していると発表した。業務としての現像の終焉が、コダクローム時代の終焉を示している。同年7月14日、コダクロームの最終生産ロールを、スティーヴ・マッカリーのために現像した、と発表。36枚のスライドが、ニューヨーク州ロチェスターのジョージ・イーストマン・ハウスに永久展示されることとなった。同社のコダクローム最終現像ロールは、社主のドウェイン・ステインリが撮影したものであり、その最後に感光したフレームは、同社従業員の集合写真であった。
コダックによれば、映画用フィルムに関しては、35mmフィルム、16mmフィルム（スーパー16含む）、スーパー8のカラーリバーサル現像、スーパー8のカラーネガ現像を行う現像場であるとされている。

## 営業品目
公式ウェブサイトにみる営業品目の一覧である。
- スライド用フィルムの現像 - E-6現像 : 135フィルム、120フィルム、220フィルムほか
- 生産終了したフィルムの現像 - C-41現像・E-6現像・白黒現像 : ディスクフィルム、126フィルム、127フィルムほか
- カラーフィルムの現像 - 現行のすべてのカラーフィルム現像 : 135フィルム、APS、110フィルム、120フィルム、220フィルムほか
- 映画用フィルムの現像 - エクタクローム（英語版）へのE-6現像 : エクタクローム64T（スーパー8用）、エクタクローム100D（16mmフィルム用）、エクタクロームレギュラー8（ダブル8）
- 焼き増し・デュープ・引き伸ばし・ポスター制作 - カラー・白黒ネガ、リバーサルフィルム、写真プリントから焼付ける業務が可能、大きさは手形判からポスターサイズまで
- 白黒フィルムの現像 - 現行のすべての白黒フィルム現像 : 135フィルム、APS、110フィルム、120フィルム、220フィルムほか
- 写真修復 - 損傷した写真の復元・現状の改善